# Водотиївська сільська рада
Водотиївська сільська рада — колишня адміністративно-територіальна одиниця та орган місцевого самоврядування у Брусилівському і Коростишівському районах Білоцерківської і Київської округ, Київської й Житомирської областей Української РСР та України з адміністративним центром у с. Водотиї.

## Населені пункти
Сільській раді підпорядковувались населені пункти:
- с. Водотиї
- с. Болячів

## Населення
Відповідно до перепису населення СРСР, станом на 17 грудня 1926 року, чисельність населення ради становила 3 026 осіб, з них, за статтю: чоловіків — 1 468, жінок — 1 558; етнічний склад: українців — 3 026. Кількість господарств — 664, з них, неселянського типу — 19.
Відповідно до результатів перепису населення СРСР, кількість населення ради, станом на 12 січня 1989 року, становила 968 осіб.
Станом на 5 грудня 2001 року, відповідно до перепису населення України, кількість мешканців сільської ради становила 674 особи.

## Склад ради
Рада складалась з 12 депутатів та голови.

## Керівний склад сільської ради
| ПІБ                        | Основні відомості                                                                     | Дата обрання | Дата звільнення |
| -------------------------- | ------------------------------------------------------------------------------------- | ------------ | --------------- |
| Гордієнко Василь Аврамович | Сільський голова, 1955 року народження, освіта, безпартійний                          | 26.03.2006   | 01.02.2008      |
| Селюченко Ігор Вікторович  | Сільський голова, 1965 року народження, освіта, безпартійний                          | 01.06.2008   | 31.10.2010      |
| Селюченко Ігор Вікторович  | Сільський голова, 1965 року народження, освіта середня загальна, член Партії регіонів | 31.10.2010   |                 |

Примітка: таблиця складена за даними джерела

## Історія
Створена 1923 року в складі с. Водотиї та хутора Едвардівка Водотиївської волості Радомисльського повіту Київської губернії. Станом на 17 грудня 1926 року в підпорядкуванні ради значилися хутори Вапельня, Дворець та Цегельня. На 1 жовтня 1941 року на обліку числиться населений пункт Торфорозробка; х. Едвардівка не перебуває на обліку населених пунктів.
Станом на 1 вересня 1946 року сільська рада входила до складу Брусилівського району Житомирської області, на обліку в раді перебувало с. Водотиїв, н.п. Торфорозробка не числився на обліку.
11 серпня 1954 року, внаслідок виконання указу Президії Верховної ради УРСР «Про укрупнення сільських рад по Житомирській області», до складу ради включено с. Болячів ліквідованої Болячівської сільської ради Брусилівського району. 5 березня 1959 року, відповідно до рішення Житомирського облвиконкому № 161 «Про ліквідацію та зміну адміністративно-територіального поділу окремих сільських рад області», до складу ради включено с. Покришів Романівської сільської ради Брусилівського району.
Станом на 1 січня 1972 року сільська рада входила до складу Коростишівського району Житомирської області, на обліку в раді перебували села Болячів, Водотиї та Покришів.
14 листопада 1991 року, відповідно до рішення Житомирської обласної ради, с. Покришів перейшло до складу відновленої Покришівської сільської ради Брусилівського району.
Припинила існування 28 грудня 2016 року в зв'язку з об'єднанням до складу Брусилівської селищної територіальної громади Брусилівського району Житомирської області.
Входила до складу Брусилівського (7.03.1923 р., 4.05.1990 р.) та Коростишівського (30.12.1962 р.) районів.